# クリスチャン・アルヴェスタム
クリスチャン・アルヴェスタム(Christian Älvestam、1976年4月14日 - )は、スウェーデン・ショーヴデ出身のヘヴィメタルミュージシャン。
スカー・シンメトリーやソリューション .45の活動で有名であるが、その他にも様々なバンドに加入している。スウェーデンなどの欧州のヘヴィメタルシーンでは、バンドの掛け持ちは普通に行われているが、クリスチャンのような数の掛け持ちを行っているミュージシャンは稀である。
主にボーカリストとしての活動が有名であるが、バンドによってはギタリストやベーシストとして活動している場合もある。ボーカリストとしては、低音のグロウルと中高音のクリーンボイスの使い分けが特徴である。クリーンボイスは、ジェフ・スコット・ソートやカル・スワンと比較される。また、ギタリストとしてはリズムギターを担当することがほとんどである。例外としては、トーマス・ヨハンソン加入前のアンムーアドが挙げられ、リードギターとリズムギターの双方を担当していた。

## 略歴

### バンド活動
1993年にアンムーアドを結成し、ミュージシャンとしてのキャリアをスタートさせる。アンムーアドでは、ボーカルとギターを担当(後にベースも兼務)。アンムーアドは、1999年に1stアルバム『Cimmerian』でデビューし、3枚のフルアルバムを発表している。
1997年には、Jarawynjaを結成。Jarawynjaでは、ボーカルとベースを担当した。Jarawynjaは2枚のデモを発表した後、2001年にソーラー・ドーンと改名し、1枚のEPと1枚のフルアルバムを発表している。しかし、クリスチャンをはじめとした各メンバーが他バンドでの活動により多忙となり、ソーラー・ドーンは解散した。
2000年には、サイコナートの、デモ『March Of A New Division』に参加した。
2002年に、ソーラー・ドーンの同僚であるアンダース・エドルンドに誘われる形で、インキャパシティに加入。インキャパシティでは、ギターを担当した。インキャパシティでは2枚のフルアルバムを発表している。
2003年、コールド・レコードのディールを前提としたバンド結成の話をきっかけにトーチベアラーを結成。ギターとバック・ボーカルを担当する。トーチベアラーでは3枚のフルアルバムに参加している。
2004年からスカー・シンメトリーに加入。ボーカリスト専任で活動する。スカー・シンメトリーでは3枚のフルアルバムに参加し、そのボーカリストとしての技巧から一躍有名になった。しかし、スカー・シンメトリーに専念することができないとして、2008年に惜しまれながら脱退している。2004年には、クエスト・オヴ・エイダンスにも加入し、ギタリストとして活動している。
また、ザ・クラウンのギタリスト、マルコ・テルヴォーネンが結成したゴシックメタルバンド、エンジェル・ブレイクにもギタリストとして加入したが、アルバムには参加せず脱退している。
2006年には、ヤニ・ステファノヴィックのデスメタルプロジェクト、ミザレーションにボーカリストとして参加。ミザレーションがバンド形態に移行してもボーカリストを務め、2枚のフルアルバムをリリースしている。また、この時の縁で、2007年には、ヤニと共にソリューション .45を結成。当初はセッションプロジェクトであったが、スカー・シンメトリー脱退後に本格的にバンド活動を行うようになる。ソリューション .45では1枚のフルアルバムをリリースしている。2008年には、ザ・フュー・アゲインスト・メニーもヤニと共に結成し、1枚のフルアルバムを発表している。
2020年9月末、ショーン出身のメロディックデスメタルバンド、サイファー・システムに加入したことが発表された。
また、これらの活動からニュークリア・ブラスト・オールスターズにも参加した。

### ソロ活動
2012年には、ピヴォタル・ロッコーディングスより、1stソロEP『Self2.0』をリリースした。同EPは、ダウンロード限定でのリリースとなった。ソロ名義では、メタルではなくロック/ポップといったジャンルを志向しており、クリーンボーカルをメインとしている。
その後、ソロ活動における音楽活動を担う会社としてディムアウト・プロダクションズを設立。1stEP『Self2.0』をデジパック仕様のCDとして、ボーナストラックを追加し500枚限定で再リリースしている。

## スヴァーヴェルヴィンテル (Svavelvinter)
スヴァーヴェルヴィンテル (Svavelvinter)は、クリスチャン・アルヴェスタムによるメロディックデスメタル/メロディックブラックメタルソロプロジェクト。2014年に結成。結成時から2016年まで、クリスチャン・ラーションがギタリストとして在籍していたが、ラーションの脱退後は完全にアルヴェスタムのソロプロジェクトとなっている。プロジェクト名は、スウェーデン語で「硫黄の冬」の意味。
2014年にEP『Nidingsverk』を100枚限定でリリース。このEPは、その後2回追加プレスが行われ、合計300枚がリリースされた。2018年に1stアルバム『Mörkrets tid』をリリースした。

### メンバー
- クリスチャン・アルヴェスタム (Christian Älvestam) - ボーカル、ギター、ベース、プログラミング (2014 - )

#### 旧メンバー
- クリスチャン・ラーション (Christian Larsson) - ギター (2014 - 2016)

ラスト・リージョンで活動。

### ディスコグラフィ
- 2014年 Nidingsverk
- 2018年 Mörkrets tid

## ディスコグラフィ

### アンムーアド (Unmoored)

#### アルバム
- 1999年 Cimmerian
- 2000年 Kingdoms of Greed
- 2003年 Indefinite Soul-Extension

#### デモ
- 1994年 Wood Chuck Tune
- 1995年 In the Shadows of the Obscure
- 1997年 More to the Story Than Meets the Eye
- 2001年 Promo 2001[4]

### ソーラー・ドーン (Solar Dawn)

#### アルバム
- 2002年 Equinoctium

#### デモ・EP
- 1999年 The Festival of Fools (Jarawynja名義) (Demo)
- 1999年 Desideratum (Jarawynja名義) (Demo)
- 2001年 Frost-Work (EP)

### サイコナート (Syconaut)

#### デモ
- 2000年 March Of A New Division

### インキャパシティ (Incapacity)

#### アルバム
- 2003年 Chaos Complete
- 2004年 9th Order Extinct

### トーチベアラー (Torchbearer)

#### アルバム
- 2004年 Yersinia Pestis
- 2006年 Warnaments
- 2011年 Death Meditations

### スカー・シンメトリー (Scar Symmetry)

#### アルバム
- 2005年 Symmetric in Design
- 2006年 Pitch Black Progress
- 2008年 Holographic Universe

#### デモ・シングル
- 2004年 Seeds of Rebellion (Demo)
- 2006年 The illusionist (Single)

### クエスト・オヴ・エイダンス (Quest of Aidance)

#### デモ・EP
- 2005年 Human Trophy (Demo)
- 2006年 Fallen Man Collection (EP)
- 2007年 Dark Are the Skies at Hand (EP)

### ミザレーション (Miseration)

#### アルバム
- 2007年 Your Demons - Their Angels
- 2009年 The Mirroring Shadow

### ソリューション .45 (Solution .45)

#### アルバム
- 2010年 For Aeons Past

#### デモ
- 2008年 Demo
- 2008年 Demo Teaser
- 2009年 Clandestinity Now

### ザ・フュー・アゲインスト・メニー (The Few Against Many)

#### アルバム
- 2009年 Sot

### ソロ名義

#### EP
- 2012年 Self2.0

## 参加バンド

### 現在所属しているバンド
- ソリューション .45 (Solution .45) - リードボーカル : 2007年 -
- トーチベアラー (Torchbearer) - リズムギター、バックボーカル : 2003年 -
- アンムーアド (Unmoored) - リードボーカル、リズムギター、リードギター (1993 - 2001)、ベース (2001 - )：1993年 -
- ミザレーション (Miseration) - リードボーカル : 2006年 -
- ザ・フュー・アゲインスト・メニー (The Few Against Many) - リードボーカル、リズムギター : 2008年 -
- クエスト・オヴ・エイダンス (Quest of Aidance) - リズムギター : 2004年 -
- サイファー・システム (Cipher System) - リードボーカル：2020年 -

### 脱退・解散、もしくは活動状況不明なバンド
- スカー・シンメトリー (Scar Symmetry) - リードボーカル : 2004年 - 2008年
- ソーラー・ドーン・Jarawynja (Solar Dawn) - リードボーカル、ベース : 1999年 - 2003年
- インキャパシティ (Incapacity) - リズムギター : 2002年 - ?
- エンジェル・ブレイク (Angel Blake) - リズムギター
- サイコナート (Syconaut) - リズムギター、バックボーカル
- カーナライズド (Carnalized) - リズムギター、バックボーカル